# Suwon FC
Suwon Football Club is een Zuid-Koreaanse professionele voetbalclub uit de stad Suwon. De club speelt in de K-League en Suwon FC heeft als thuisstadion het Suwonstadion, dat 32.000 plaatsen telt. Een bekend speler van de club is sinds juli 2020 de Zuid-Afrikaans-Nederlandse Lars Veldwijk.

## Erelijst
Semi-professioneel
- National League: 2010
- National League Championship: 2005, 2007, 2012
- Gyeonggido Sports Festival: 2003, 2004, 2005, 2006, 2007, 2008, 2011, 2012
- President's Cup: 2004, 2007

FC Anyang
Daegu FC
Daejeon Hana Citizen · 
Gangwon FC · 
Gimcheon Sangmu FC · 
Gwangju FC · 
Jeju SK ·
Jeonbuk Hyundai Motors · 
Pohang Steelers ··
FC Seoul · 
Suwon FC ·
Ulsan HD